# 苏扎诺市校园枪击事件
苏扎诺市校园枪击事件是2019年3月13日上午在巴西蘇扎諾市公立巴西劳尔教授（Professor Raul Brasil）中学发生的开枪袭击事件。两名袭击者：17岁的吉尔默·蒙泰罗（Guilherme Taucci Monteiro）和25岁的露易兹·卡斯特罗（Luiz Henrique de Castro）曾在该校就读。在袭击校园之前，他们在附近的一家商店偷车未遂後杀死了商店老板；随後进入校园开枪射击。事件造成五名学生、两名学校工作人员和一名校外人员死亡，以及十七名学生受伤，随後凶手自杀身亡。